# Knap (telekommunikation)

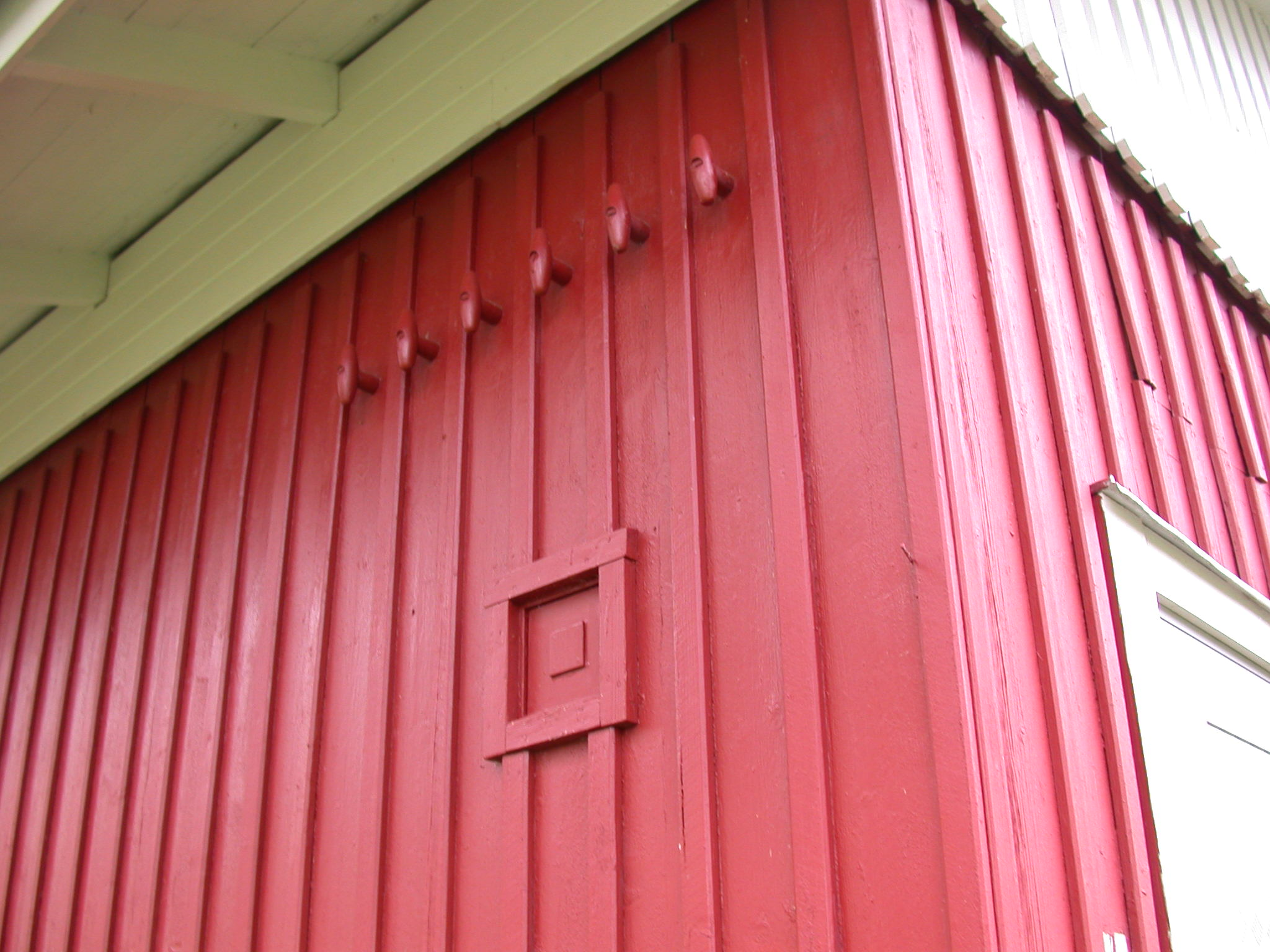
Kabelgenomföring med knap

Knap är inom telekommunikation beteckningen på en T-formad fästanordning vid vilken man kan fästa och dragavlasta telekablar.